# Tom Bradshaw
Thomas ("Tom") Dickinson Bradshaw (Hambleton, Lancashire, 15 maart 1876 - Fleetwood, 11 oktober 1953) was een Engels voetballer en voetbalcoach.
Bradshaw speelde als rechtsbuiten onder andere bij Preston North End, Blackpool FC, Sunderland AFC, Nottingham Forest, Leicester Fosse, New Brighton Tower en Reading FC. Hij was als speler actief vanaf ongeveer 1895 tot na 1905.
Op 20 april 1913 verving Bradshaw eenmalig Edgar Chadwick als coach van het Nederlands voetbalelftal tijdens de met 2-4 verloren vriendschappelijke wedstrijd tegen België die in Zwolle gespeeld werd. Op voorspraak van Chadwick trainde hij dat jaar ook H.V. & C.V. Quick.